# Matteo Civitali
Matteo Civitali (* 5. Mai 1436 in Lucca; † 12. Oktober 1501 ebenda) war ein italienischer Bildhauer und Maler der Renaissance.

## Leben
Matteo Civitali entstammte einer Familie friaulischer Herkunft mit Militärtradition. Er war als Maler, Bildhauer (Marmor, Holz sowie Terrakotta) und Militäringenieur tätig. Berühmt wurde Civitali mit der Ausführung des Grabmals für Pietro da Noceto (Tomba di Pietro da Noceto) in der Kathedrale San Martino von Lucca. Das Grabmal wurde 1472 vollendet.
Das einzige Bild, von dem man sicher weiß, dass es von Matteo Civitali stammt, ist das Triptychon Madonna mit Kind und Heiligen (Madonna col Bambino e Santi), ausgeführt in den Jahren 1467–1469. Der Altar befindet sich heute in Greenville, USA. Praktisch alle Bilder führte er zusammen mit Baldassarre di Biagio aus.
Aufgrund des Erfolgs mit dem Grabmal für Pietro da Noceto wurde Domenico Bertini zum Förderer und Mäzen Civitalis. Bertini gab große Summen für die Verschönerung des Luccaer Domes aus, bevorzugter Künstler wurde Matteo Civitali. Der Erfolg Matteo Civitalis beschränkte sich nicht nur auf Lucca, er arbeitete auch an 22 Altären des Doms von Pisa.
Für die Stadt Sarzana entwarf Civitali Festungsanlagen.

## Bilder und Skulpturen
- Madonna mit Kind (im Bestand des Prato, ursprünglich Kloster S. Vincenco e S. Caterina dè Ricci)
- Skulptur Trauernder Engel (Angeli adoranti), Dom von Lucca
- Festung Sarzana